# Verbindungsbahn (Wenen)
In Wenen slaat het begrip Verbindungsbahn op 2 verschillende spoorlijnen:
- de verbinding tussen Nord- en Südbahn (geopend in 1859).
- de verbinding tussen West- en Südbahn (geopend in 1860).